# 高峰街道
高峰街道，是中华人民共和国广东省云浮市云城区下辖的一个乡镇级行政单位。

## 行政区划
高峰街道下辖以下地区：
高峰社区、云硫社区、大台社区、新村社区、彩营村、大台村、高峰村、赤黎村、洞殿村和东方村。